# Manuel Romain
Manuel Romain (Brianzón, 28 de abril de 1988) es un deportista francés que compitió en escalada. Ganó una medalla de bronce en el Campeonato Europeo de Escalada de 2008, en la prueba de dificultad.

## Palmarés internacional
| Campeonato Europeo | Campeonato Europeo | Campeonato Europeo | Campeonato Europeo |
| Año                | Lugar              | Medalla            | Prueba             |
| ------------------ | ------------------ | ------------------ | ------------------ |
| 2008               | París (Francia)    | Medalla de bronce  | Dificultad         |